# Tagliacozzo
Ne doit pas être confondu avec Tagliacozzi.
Tagliacozzo est une commune italienne de la province de L'Aquila, dans la région Abruzzes.

## Histoire
En 1268, s'y déroula la bataille de Tagliacozzo.

## Sports
Tagliacozzo était l'arrivée de la 7e étape du Giro 2025. Elle a été remportée par Juan Ayuso à l'issue de la montée finale tandis que Primož Roglič endossait le maillot rose.

## Administration
| Période                                  | Période | Identité | Étiquette | Qualité |
| ---------------------------------------- | ------- | -------- | --------- | ------- |
|                                          |         |          |           |         |
| Les données manquantes sont à compléter. |         |          |           |         |

### Hameaux
Tremonti, Villa San Sebastiano, Gallo, Roccacerro, Sorbo, Colle San Giacomo, Poggio Filippo, San Donato, Poggetello.

### Communes limitrophes
Capistrello, Cappadocia, Carsoli, Castellafiume, Magliano de' Marsi, pereto, Sante Marie, Scurcola Marsicana